# Matteo Jorgenson
Matteo Jorgenson (ur. 1 lipca 1999 w Walnut Creek) – amerykański kolarz szosowy.

## Osiągnięcia
Opracowano na podstawie:
2018
- 2. miejsce w mistrzostwach Stanów Zjednoczonych U23 (jazda indywidualna na czas)

2019
- 1. miejsce w klasyfikacji punktowej Tour de l’Avenir
- 1. miejsce na 1. etapie Giro della Regione Friuli Venezia Giulia (jazda drużynowa na czas)

2021
- 8. miejsce w Paryż-Nicea

2023
- 1. miejsce w Tour of Oman
  - 1. miejsce w klasyfikacji punktowej
  - 1. miejsce w klasyfikacji młodzieżowej
  - 1. miejsce na 3. etapie
- 2. miejsce w Tour de Romandie
  - 1. miejsce w klasyfikacji młodzieżowej

## Rankingi
| Rok              | 2018  | 2019  | 2020 | 2021 | 2022 | 2023 | 2024 |
| ---------------- | ----- | ----- | ---- | ---- | ---- | ---- | ---- |
| World Ranking    | 1660. | 1311. | 536. | 418. | 274. | 35.  | 13.  |
| UCI Europe Tour  | 1878. |       |      |      |      |      |      |
| UCI America Tour | 198.  | 182.  | 36.  | 38.  | 21.  | 3.   | 1.   |
|                  |       |       |      |      |      |      |      |
| Źródło: UCI      |       |       |      |      |      |      |      |